# Tom Monaghan
Thomas Stephen „Tom“ Monaghan (* 25. März 1937 in Ann Arbor, Michigan) ist ein US-amerikanischer Unternehmer.

## Leben
Tom Monaghan gründete, nach Beendigung seines Dienstes bei den Marines, 1960 die Pizzeria DomiNick’s Pizza, die 1965 in Domino’s umgetauft wurde. Im Jahre 1998 verkaufte er das Unternehmen. Von 1983 bis 1992 war er Eigentümer der Detroit Tigers, eines Major-League-Baseball-Teams der American League.
1983 gründete er die Stiftung „Ave Maria Foundation“ und unterstützte zahlreiche Projekte der römisch-katholischen Kirche in den USA, insbesondere im katholischen Erziehungswesen. Er gründete 1987 „Legatus“, eine Vereinigung, die „den Glauben im geschäftlichen, beruflichen und persönlichen Leben bezeugt“.
2003 gründete er die Ave Maria University bei Naples (Florida). Der 2007 bezogene Campus liegt in der von ihm neugegründeten Stadt Ave Maria, der ersten katholischen Stadtgründung der Vereinigten Staaten. Die Ave-Maria-Universität ist die erste katholische Universitätsgründung in den USA seit 1966. Die Universität hat einen strengen römisch-katholischen Ehrenkodex. Geplant ist die Universität für circa 6.000 Studenten (2020).
Er ist seit 1962 mit Marjorie Zybach verheiratet; aus der Ehe gingen vier Töchter hervor.